# Де Гениг Михелис, Евгений Михайлович
Евгений Михайлович Михелис (де Гениг) (пол. Eugeniusz de Henning-Michaelis; 1863 — 1939) — русский и польский военачальник, генерал-лейтенант Российской императорской армии (1915) и дивизионный генерал Войска Польского (1922), участник Китайской кампании 1900—1901, Первой мировой войны и Советско-польской войны, с августа 1920 по август 1921 заместитель военного министра  Второй Речи Посполитой.

## Биография
Из дворян Люблинской губернии. Образование получил в Варшавской классической гимназии. В службу вступил 18.08.1881. Окончил Варшавское пехотное юнкерское училище (1883). Выпущен прапорщиком (16.10.1883) в 29-й резервный пехотный (кадровый) батальон. Позже служил в 1-м Новогеоргиевском крепостном пехотном батальоне (сформированном 10.03.1889 на основе 29-го резервного пехотного (кадрового) батальона). Подпоручик (30.08.1884). Поручик (30.08.1888). Штабс-капитан (11.12.1889). Окончил Николаевскую академию Генерального Штаба (1891; по 1-му разряду). Капитан (22.05.1891; за отличие). Состоял при Варшавском военном округе. Старший адъютант штаба 10-й пехотной дивизии (27.04.1892—19.03.1896). Цензовое командование ротой отбывал в лейб-гвардии Санкт-Петербургском полку (20.10.1893—24.10.1894). Состоял при Иркутском пехотном юнкерском училище для преподавания военных наук (19.03.1896—13.04.1899). Подполковник (24.03.1896). Штаб-офицер при управлении 3-й стрелковой бригады (13.04.1899—09.07.1901). Полковник (09.04.1900; за отличие). Командование батальоном в лейб-гвардии Санкт-Петербургском полку (04.05.1900—29.06.1900) зачтено за 4-х месячное цензовое командование батальоном.
Начальник штаба 3-го округа отдельного корпуса Пограничной стражи (09.07.1901—25.05.1904). Участник похода в Китай 1900—1901 гг.
Командир 76-го пехотного Кубанского полка (25.05.1904—22.06.1904). Командир 187-го пехотного резервного Холмского полка (22.06.1904—16.11.1908). Генерал-майор (16.11.1908; за отличие). Окружной генерал-квартирмейстер штаба Приамурского военного округа (16.11.1908—02.04.1910). Командир 2-й бригады 41-й пехотной дивизии (02.04.1910—23.07.1911). Командир 2-й бригады 18-й пехотной дивизии (с 23.07.1911). На 15.04.1914 в том же чине и должности.
Комендант крепости Ивангород (до 13.08.1914). Командующий (позже начальник) 13-й пехотной дивизией (21.02.1915—05.05.1917). Награждён Георгиевским оружием (ВП 09.03.1915). Генерал-лейтенант (пр. 06.12.1915; ст. 02.04.1915). За отличие командиром бригады 18-й пехотной дивизии награждён орденом Св. Георгия 4-й степени (ВП 10.06.1916). Командир 29-го армейского корпуса (с 05.05.1917).
С декабря 1917 Главный инспектор польских вооруженных сил на Украине. С 1918 в польской армии, командир 3-го Польского армейского корпуса. Член Верховного Совета польских вооруженных сил (1918). С 06.03.1919 председатель Военного Совета при военном министре Польши. Летом 1919 Юзеф Пилсудский предлагал Михелису стать главой военной миссии при адмирале Колчаке в Сибири, но Михелис это предложение отклонил. Генерал-поручик (утв. 21.04.1920; ст. 01.04.1920). В июле—августе 1920 возглавлял Фортификационный комитет обороны Варшавы. Заместитель военного министра Польши (08.1920—08.1921). Дивизионный генерал (пр. 1922; ст. 01.06.1919). 01.02.1923 вышел в отставку по собственному желанию с правом ношения мундира. Жил в Варшаве. После начала германо-польской войны 1939 эвакуировался на восток. По пути остановился в местечке Синолека (в 7 км на северо-запад от Калушина). Убит автоматной очередью проезжавших мимо немецких мотоциклистов. Похоронен рядом с местной часовней. В 1950 прах перенесен на Вольское кладбище в Варшаве.

## Награды
- Орден Святого Станислава 3-й степени (1896)[1];
- Орден Святой Анны 3-й степени (1901);
- Орден Святой Анны 2-й степени (1904)[1];
- Орден Святого Владимира 4-й степени (1907);
- Орден Святого Владимира 3-й степени (06.12.1911)[1];
- Георгиевское оружие (09.03.1915)
- Орден Святого Станислава 1-й степени с мечами (26.01.1916);
- Орден Святой Анны 1-й степени с мечами (12.02.1916);
- Орден Святого Владимира 2-й степени с мечами (17.05.1916);
- Орден Святого Георгия 4-й степени (10.06.1916);
- Орден Белого орла с мечами (20.10.1916);
- Крест Храбрых (Польша, 1921)[2]
- Орден Почётного легиона 3-й степени (Франция, 1921?)[3]